# بابی کمبل (بازیکن فوتبال ایرلند شمالی)
باب کمبل (انگلیسی: Bobby Campbell; ۱۳ سپتامبر ۱۹۵۶ – ۱۵ نوامبر ۲۰۱۶) بازیکن فوتبال اهل ایرلند شمالی بود.
از باشگاه‌هایی که در آن بازی کرده‌است می‌توان به باشگاه فوتبال استون ویلا، باشگاه فوتبال هادرزفیلد تاون، باشگاه فوتبال ویگان اتلتیک، باشگاه فوتبال شفیلد یونایتد، باشگاه فوتبال برادفورد سیتی، و باشگاه فوتبال دربی کانتی اشاره کرد.
وی همچنین در تیم ملی فوتبال ایرلند شمالی بازی کرده‌است.